# Dmitrij Błochincew
Dmitrij Iwanowicz Błochincew (ros. Дми́трий Ива́нович Блохи́нцев, ur. 29 grudnia 1907?/11 stycznia 1908 w Moskwie, zm. 27 stycznia 1979 w Dubnej) – rosyjski fizyk teoretyk, Bohater Pracy Socjalistycznej (1956).

## Życiorys
Syn agronoma, skończył moskiewskie technikum przemysłowo-ekonomiczne, w latach 1926–1930 studiował na Wydziale Fizycznym Moskiewskiego Uniwersytetu Państwowego, na którym później był pracownikiem naukowym, a od 1933 starszym pracownikiem naukowym. Od 1934 doktor nauk fizycznych, w latach 1935–1950 profesor Moskiewskiego Uniwersytetu Państwowego, w latach 1935–1947 pracował również w Instytucie Fizycznym Akademii Nauk ZSRR, w latach 1939-1940 był konsultantem naukowym Kijowskiego Instytutu Fizycznego. Autor fundamentalnego kursu mechaniki kwantowej (1944), w latach 1956–1965 dyrektor Zjednoczonego Instytutu Badań Jądrowych w Dubnej, od 1965 dyrektor Instytutu Fizyki Teoretycznej tego instytutu. Prowadził prace głównie z zakresu akustyki, mechaniki kwantowej, fizyki ciała stałego i fizyki jądrowej. Kierował budową pierwszej stałej radzieckiej elektrowni jądrowej. Od 1958 członek korespondent Akademii Nauk ZSRR, od 1939 członek korespondent Akademii Nauk Ukraińskiej SRR. Członek kolegium redakcyjnego pisma „Zdobycze Nauk Fizycznych”.

## Odznaczenia i nagrody
- Medal „Sierp i Młot” Bohatera Pracy Socjalistycznej (11 września 1956)
- Order Lenina (czterokrotnie – 1945, 1952, 1954 i 1956)
- Order Rewolucji Październikowej (1977)
- Order Czerwonego Sztandaru Pracy (1954)
- Nagroda Leninowska (1957)
- Nagroda Stalinowska (1952)
- Nagroda Państwowa ZSRR (1971)
- Order Cyryla i Metodego I klasy (Ludowa Republika Bułgarii, 1970)
- Order Za Zasługi Naukowe I klasy (Rumunia, 1976)

Medale ZSRR i odznaczenie mongolskie.